# Bellevue, Alberta
Bellevue är en ort i Kanada.   Den ligger i provinsen Alberta, i den södra delen av landet, 2 900 km väster om huvudstaden Ottawa. Bellevue ligger 1 293 meter över havet och antalet invånare är 803.
Terrängen runt Bellevue är huvudsakligen kuperad. Bellevue ligger nere i en dal.Runt Bellevue är det glesbefolkat, med 20 invånare per kvadratkilometer.. Bellevue är det största samhället i trakten.
Trakten runt Bellevue består i huvudsak av gräsmarker.